# Glastonbury Center
Glastonbury Center est une census-designated place située dans le comté de Hartford au Connecticut (États-Unis). Selon le recensement de 2010, Glastonbury Center avait une population totale de 7 387 habitants.

## Géographie
Selon le Bureau du recensement des États-Unis, la superficie de la ville est de 12,5 km2, dont 133,0 km2 de terres et 0,2 km2 de plans d'eau (soit 1,45 %).

## Démographie
D'après le recensement de 2000, il y avait 7 157 habitants, 3 257 ménages, et 1 866 familles dans la ville. La densité de population était de 579,3 hab/km2. Il y avait 3 405 maisons avec une densité de 275,6 maisons/km2. La décomposition ethnique de la population était : 95,49 % blancs ; 0,88 % noirs ; 0,21 % amérindiens ; 1,80 % asiatiques ; 0,00 % natifs des îles du Pacifique ; 0,94 % des autres races ; 0,68 % de deux ou plus races. 2,57 % de la population était hispanique ou latino de n'importe quelle race.
Il y avait 3 257 ménages, dont 24,2 % avaient des enfants de moins de 18 ans, 47,6 % étaient des couples mariés, 7,8 % avaient une femme qui était parent isolé, et 42,7 % étaient des ménages non-familiaux. 36,8 % des ménages étaient constitués de personnes seules et 17,2 % de personnes seules de 65 ans ou plus. Le ménage moyen comportait 2,14 personnes et la famille moyenne avait 2,84 personnes.
Dans la ville la pyramide des âges était 20,2 % en dessous de 18 ans, 4,0 % de 18 à 24, 28,7 % de 25 à 44, 25,3 % de 45 à 64, et 21,8 % qui avaient 65 ans ou plus. L'âge médian était 43 ans. Pour 100 femmes, il y avait 81,9 hommes. Pour 100 femmes de 18 ans ou plus, il y avait 77,2 hommes.
Le revenu médian par ménage de la ville était 58 947 dollars US, et le revenu médian par famille était $88 881. Les hommes avaient un revenu médian de 61 780 $ contre 43 646 $ pour les femmes. Le revenu par habitant de la ville était $35 293. 2,2 % des habitants et 0,7 % des familles vivaient sous le seuil de pauvreté. 0,0 % des personnes de moins de 18 ans et 7,2 % des personnes de plus de 65 ans vivaient sous le seuil de pauvreté.